# Десантний транспорт-док

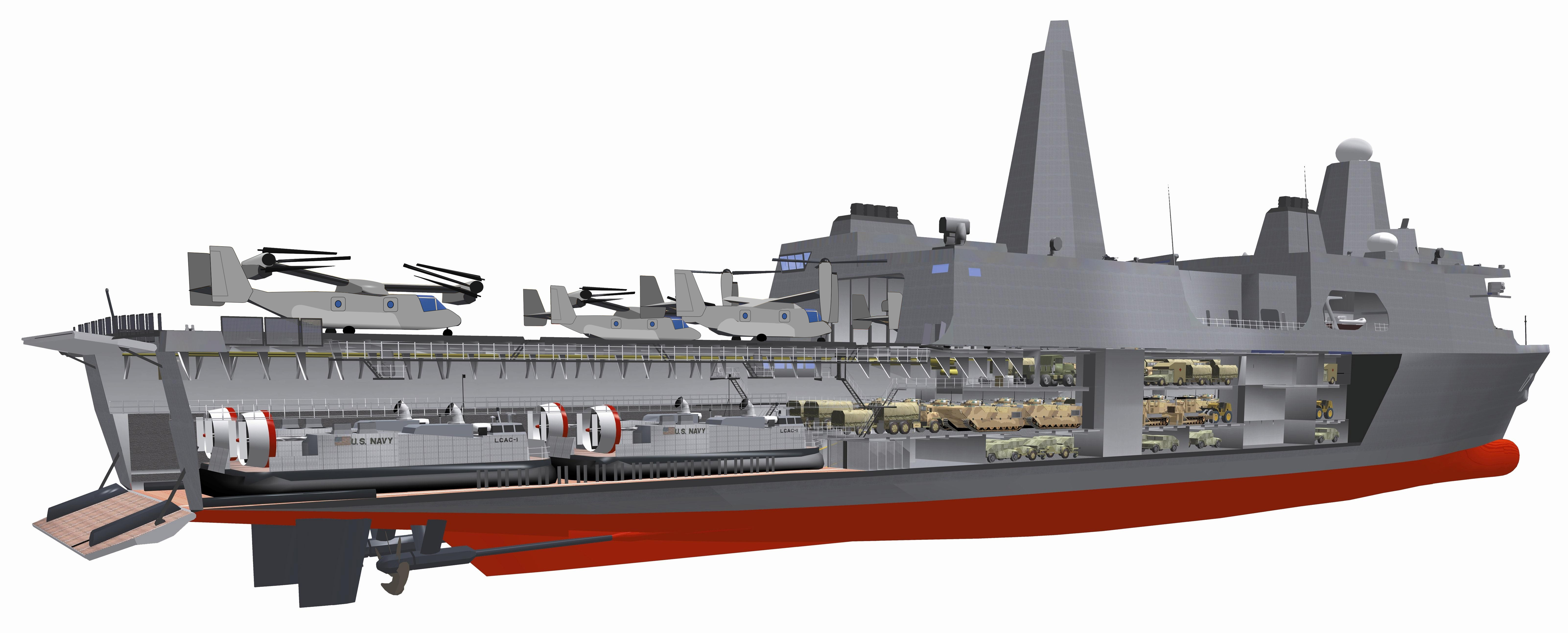
Внутрішній розріз десантного транспорту-доку типу «Сан-Антоніо», який демонструє особливості конструкції, спільні для більшості кораблів цього класу

Десантний транспорт-док, іноді називають також посадкова платформа/док (англ. абр. LPD) — це десантний корабель, який перевозить та забезпечує висадку сил морського десанту під час експедиційних бойових місій. В даний час кораблі такого класу мають у своєму складі військово-морські сили кількох держав. Кораблі призначені насамперед для перекидання військ морем у зону бойових дій, їх висадки за допомогою десантних засобів та транспортних вертольотів.
Десантні транспорт-доки виконують функції кількох попередніх класів десантних кораблів. Вони мають і політну палубу, затоплювану палубу для десантних засобів і амфібій. На відміну від більш ранніх десантних кораблів, вони оснащенні не лише майданчиком для посадки вертольотів, але й ангарами та засобами для їх технічного обслуговування . 